# Juan Torrecillas y Ruiz de Cárdenas
Juan Torrecillas y Ruiz de Cárdenas (Almería, 2 de abril de 1622 - Brindisi, 24 de enero de 1688) fue un eclesiástico español.
Hijo de Juan Torrecillas Sánchez y de Quiteria Ruiz de Cárdenas, nació en Almería y fue bautizado en el sagrario de su catedral. Estudió en el Colegio-Seminario de San Indalecio y, tras obtener la licenciatura de Teología en Granada o en Orihuela, se ordenó presbítero en 1648. Fue beneficiado de la parroquia de San Pedro y en la Catedral de Almería consiguió la canonjía magistral el 10 de agosto de 1652. En diciembre de 1665 también recibió dignidad de arcipreste y en marzo de 1670 la de chantre.
En 1675, junto con Gabriel Pascual de Orbaneja, diseñó el oficio de San Indalecio, el patrón de la diócesis. Mientras, quedó la sede vacante y aún después, con la llegada del nuevo obispo vicario general y gobernador de la diócesis, también se desempeñó como provisor eclesiástico.
El 20 de noviembre de 1675 el monarca español Carlos II lo propuso para un alto cargo eclesiástico, y el 19 de octubre de 1676 el papa Clemente X lo promovió a la Sede de Aquila, en Nápoles. En Roma, el 28 de octubre de 1676, fue consagrado obispo dentro de la Basílica de la Minerva por el cardenal Orsini, que en Almería mantenía una amistad con los padres dominicos.
Nuevamente y a propuesta del mismo rey y pontífice pasó a ser arzobispo de Brindisi el 17 de marzo de 1681. Falleció en la misma ciudad el 24 de enero de 1688, siendo luego enterrado en su catedral.